# Нове Літевники
Нове Літевники (пол. Nowe Litewniki) — село в Польщі, у гміні Сарнаки Лосицького повіту Мазовецького воєводства.
Населення — 268 осіб (2011).
У 1975-1998 роках село належало до Білопідляського воєводства.

## Демографія
Демографічна структура станом на 31 березня 2011 року:
|          | Загалом | Допрацездатний вік | Працездатний вік | Постпрацездатний вік |
| -------- | ------- | ------------------ | ---------------- | -------------------- |
| Чоловіки | 130     | 19                 | 98               | 13                   |
| Жінки    | 138     | 29                 | 72               | 37                   |
| Разом    | 268     | 48                 | 170              | 50                   |